# 东京女子体育短期大学
东京女子体育短期大学（日语：／ Tokyo Joshi Taiiku Tanki Daigaku *），简称東女体短，是一所位于日本东京都国立市的私立短期大学。

## 概要

### 简介
- 学校最早可以追溯到1902年[1]。短期大学为于1950年开办[1]、由学校法人藤村学园经营。

### 历史
- 1950年 东京女子体育短期大学成立并同时设置保健体育科[1]。
- 1968年 幼儿教育科成立[1]。
- 1973年 保健体育科变更为保健体育学科、幼儿教育科变更为儿童教育学科[1]。

### 宪章
- 请参看东京女子体育短期大学的标志（页面存档备份，存于） （日語） 2014年1月2日阅览。

## 学校环境
- 校区：在东京都国立市

## 历任校长
- 藤村トヨ：第一代短期大学校长[1]
- 伊泽ヱイ：第二代短期大学校长。就任于1956年[1]。
- 出口林次郎：第三代短期大学校长。就任于1965年1月[1]。
- 佐佐木吉郎：第四代短期大学校长。就任于1965年6月[1]。
- 森悌次郎：第五代短期大学校长。就任于1967年[1]。
- 鈴木清：第六代短期大学校长。就任于1970年[1]。
- 西田泰介：第七代短期大学校长。就任于1980年[1]。
- 野泽要助：第八代短期大学校长。就任于1984年[1]。
- 入仓富夫：第九代短期大学校长。就任于1990年[1]。
- 鈴木祐一：第十代短期大学校长。就任于1993年[1]。
- 高岛稔：第十一代短期大学校长。就任于1999年[1]。
- 盐野克己：第十二代短期大学校长。就任于2002年[1]。
- 阿部征次：第十三代短期大学校长。就任于2008年[1]。
- 加茂佳子：现在短期大学校长。就任于2010年[1][2]

## 组织

### 学科
- 保健体育学科
- 儿童教育学科

### 专科
| - 没有 |

### 业余课程
| - 没有 |

## 知名校友
- 山崎浩子：前艺术体操运动员、女演员。体育作家[注 1]。
- 藤井かすみ：职业高尔夫球运动员[注 2]。
- 游鱼静：女声优，讲话的人[注 3]。

## 相关链接
- 日本短期大学列表
- 东京女子体育大学